# Xanthorrhoea
Genre
Répartition géographique
Classification APG III (2009)
Classification APG IV (2016)
Xanthorrhoea est un genre de plantes à fleurs monocotylédones de la famille des Xanthorrhoeaceae, originaires d'Australie.
Il doit son nom à la résine jaune qu'il produit et qui était utilisée comme colle par les aborigènes

## Description
Ce sont des plantes vivaces qui peuvent avoir un tronc ou pas. Le tronc peut ne pas porter de branches ou en avoir de multiples selon les espèces. Les feuilles, étroites, sont regroupées en couronnes au sommet de la plante. La croissance du tronc est très lente: 2,5 centimètres par an en moyenne.
Les fleurs, blanches ou crème, poussent sur une hampe pouvant atteindre 2 mètres de long. La floraison a lieu au printemps mais pas toutes les années. Au printemps suivant un feu de forêt la plante produit beaucoup plus de fleurs. Les fleurs, riches en nectar, étaient utilisées par les Aborigènes pour être mises dans l'eau et lui donner ainsi un goût agréable. La hampe servait de lance pour attraper les poissons.

## Distribution
On trouve ce genre en Tasmanie, dans l'État de Victoria, dans le sud de la Nouvelle-Galles du Sud et l'est de l'Australie-Méridionale

## Espèces

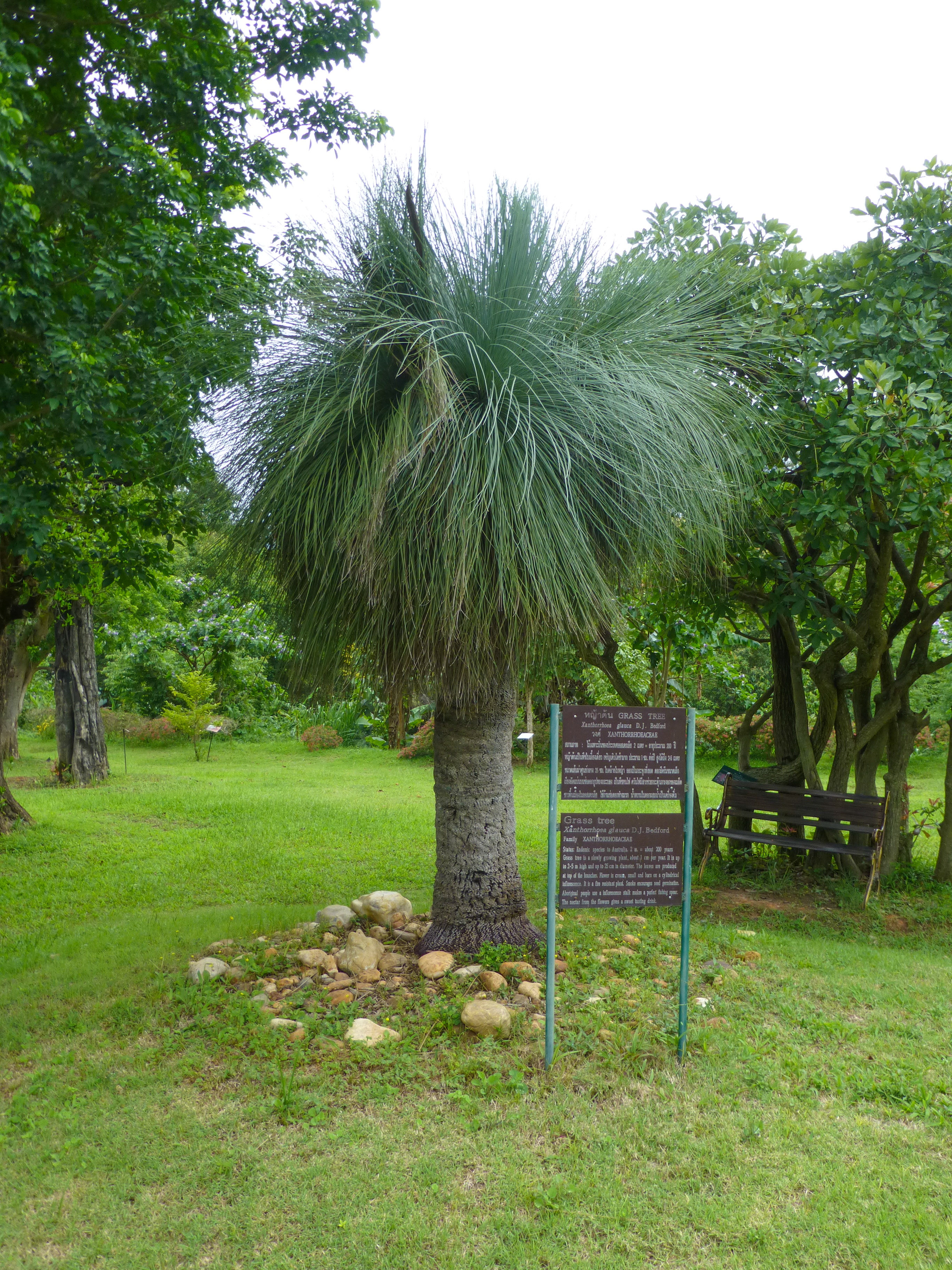
Xanthorrhoea glauca avec panneaux descriptifs en langues thaï et anglaise, Jardin botanique de la reine Sirikit, Thaïlande

Il en existe 28 espèces :
- Xanthorrhoea acanthostachya
- Xanthorrhoea acaulis
- Xanthorrhoea arborea
- Xanthorrhoea arenaria
- Xanthorrhoea australis
- Xanthorrhoea bracteata
- Xanthorrhoea brevistyla
- Xanthorrhoea brunonis
- Xanthorrhoea caespitosa
- Xanthorrhoea concava
- Xanthorrhoea drummondii
- Xanthorrhoea fulva
- Xanthorrhoea glauca
- Xanthorrhoea gracilis
- Xanthorrhoea johnsonii
- Xanthorrhoea latifolia
- Xanthorrhoea macronema
- Xanthorrhoea malacophylla
- Xanthorrhoea media
- Xanthorrhoea minor
- Xanthorrhoea nana
- Xanthorrhoea platyphylla
- Xanthorrhoea preissii
- Xanthorrhoea pumilio
- Xanthorrhoea reflexa
- Xanthorrhoea resinifera
- Xanthorrhoea semiplana
- Xanthorrhoea thorntonii

## Galerie d'images

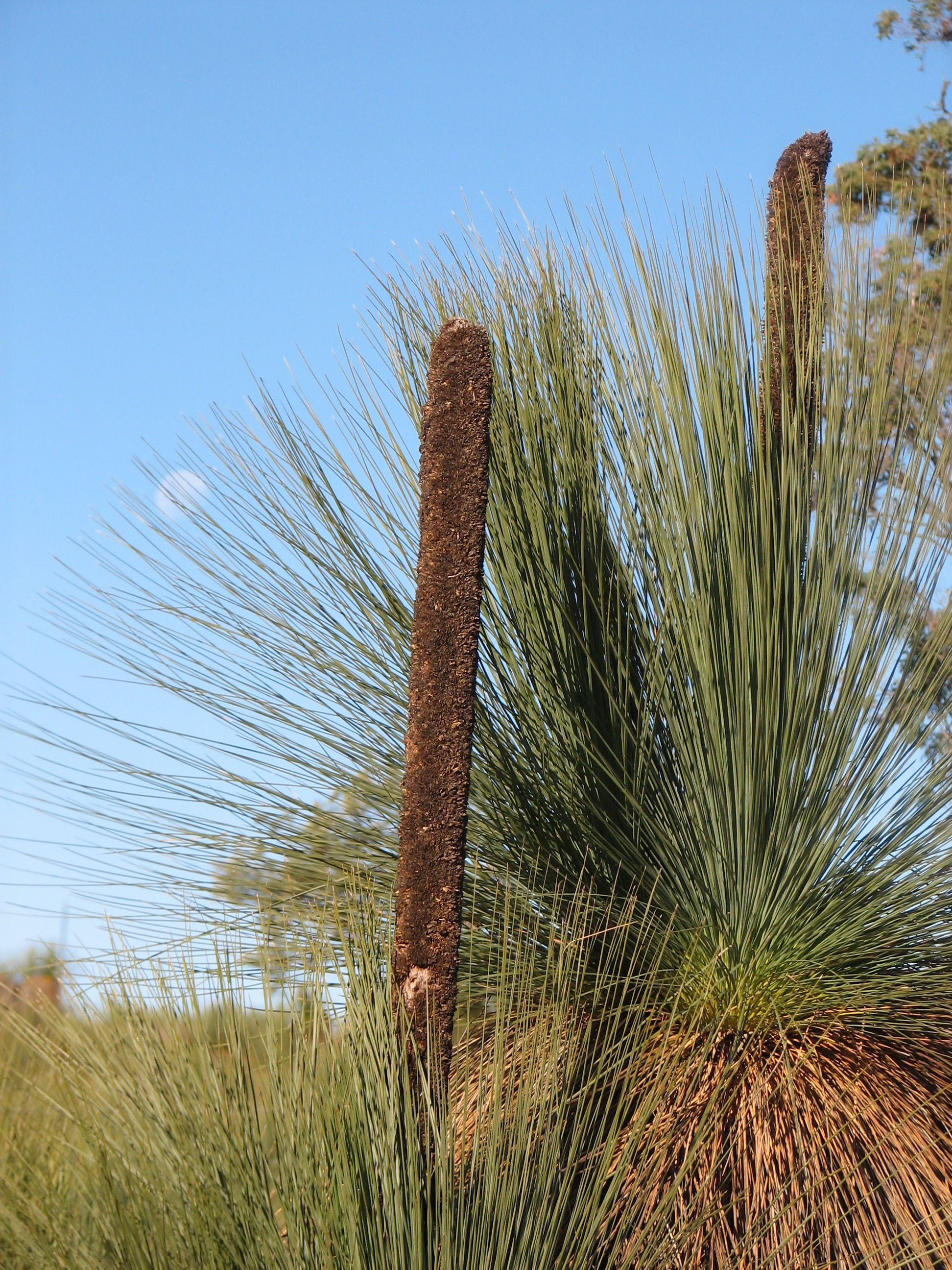
troncs de Xanthorrhoea
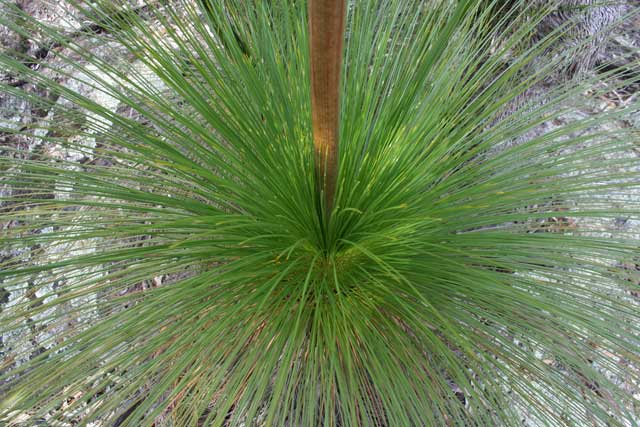
Sommet d'un Xanthorrhoea
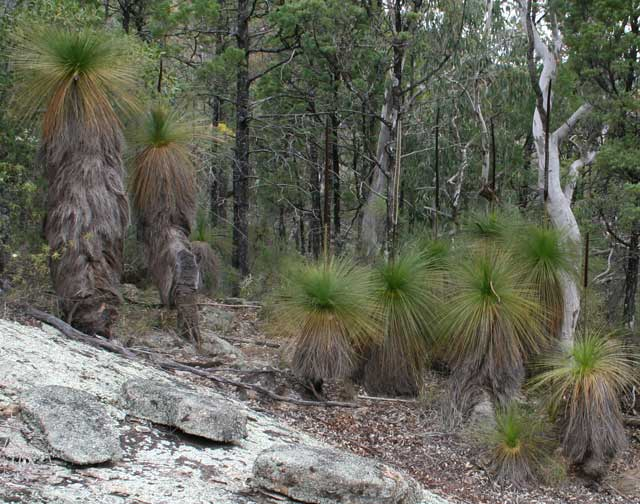
Groupe de Xanthorrhoea
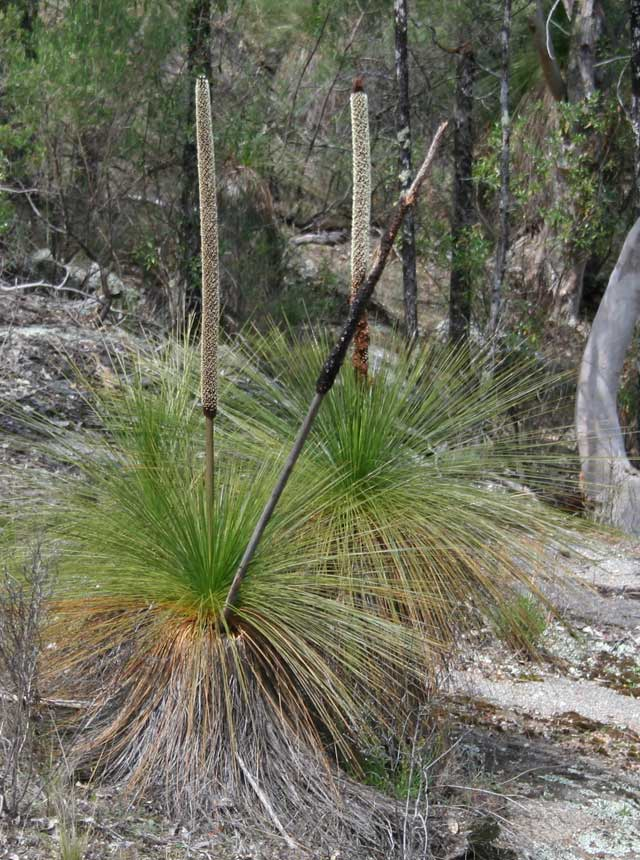
Fleurs de Xanthorrhoea
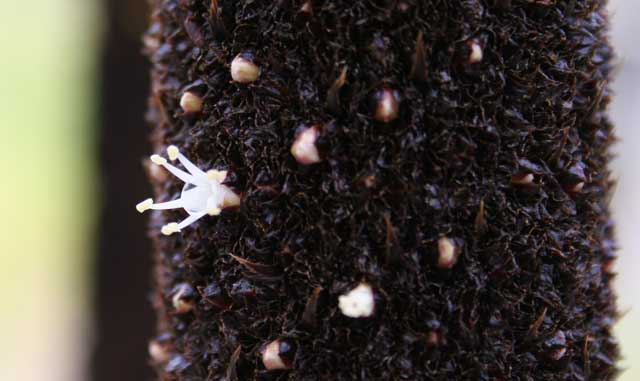
Tige de Xanthorrhoea au début de la floraison
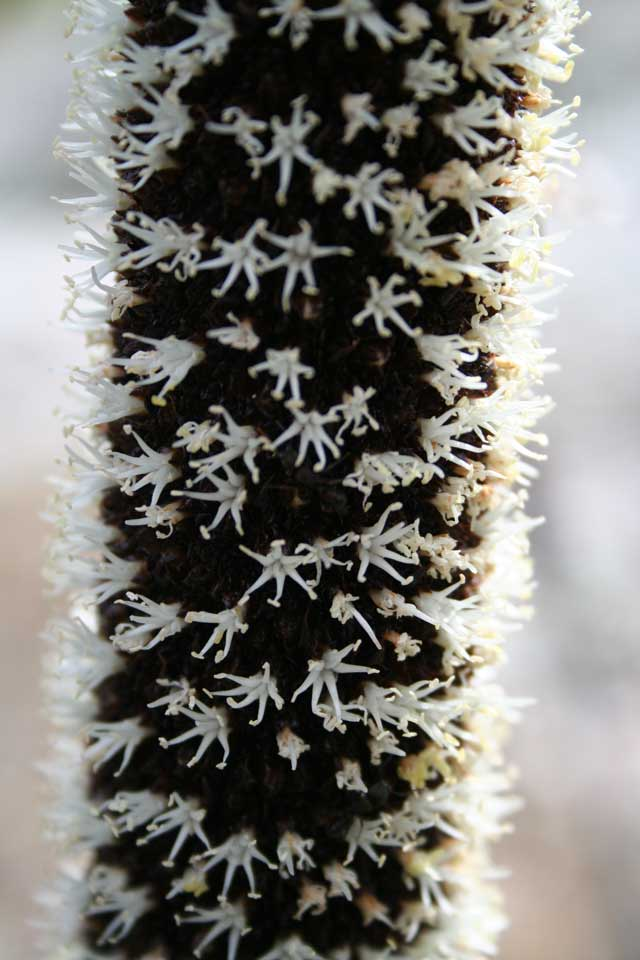
Fleurs de Xanthorrhoea
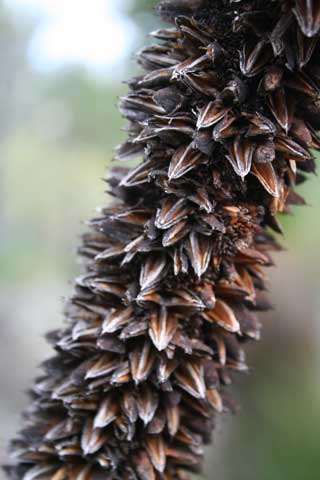
Les coques après éjection des graines
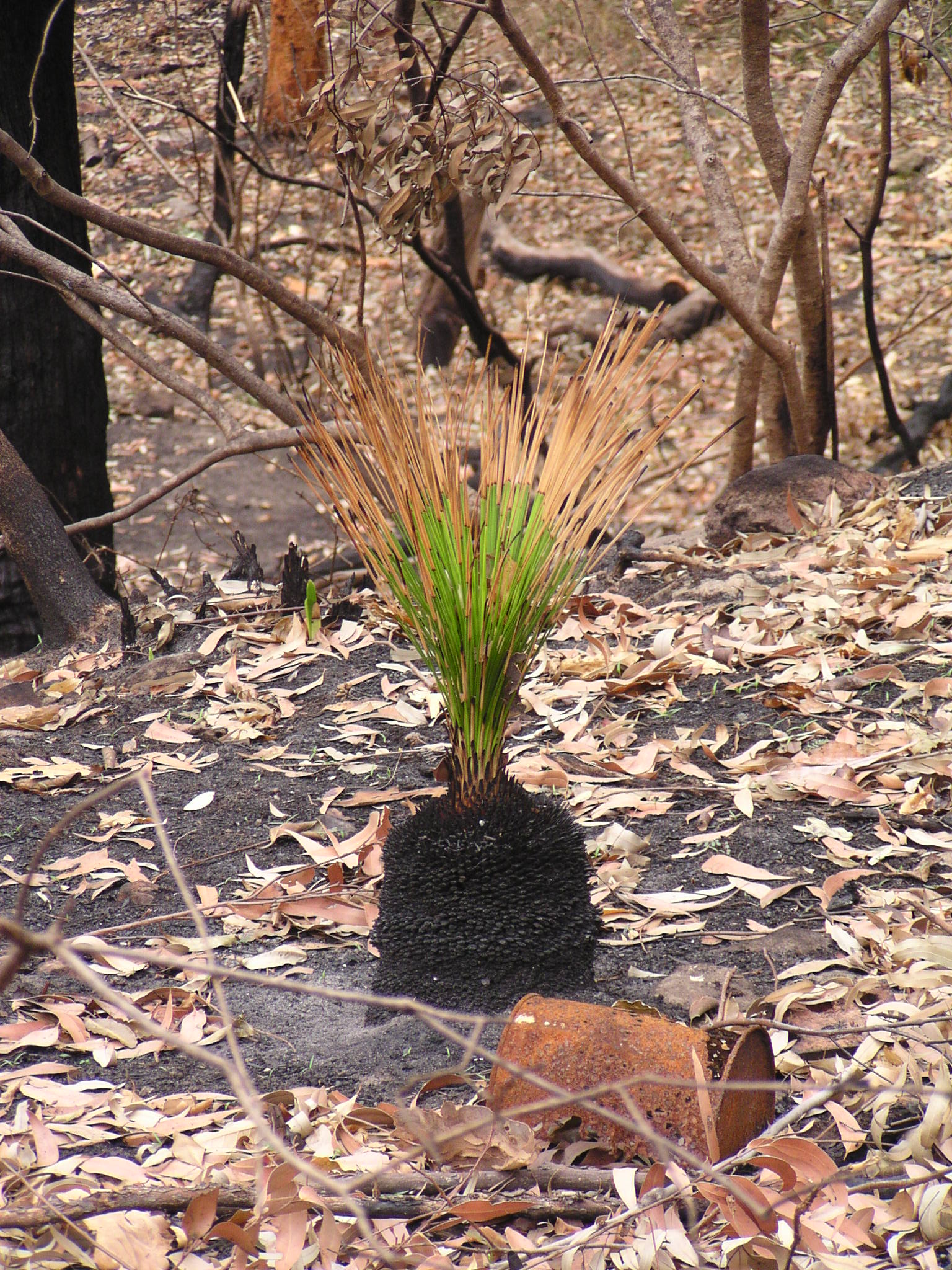
Xanthorrhoea repoussant après un feu de forêt